# Wesmaelius furcatus
Wesmaelius furcatus is een insect uit de familie van de bruine gaasvliegen (Hemerobiidae), die tot de orde netvleugeligen (Neuroptera) behoort. 
Wesmaelius furcatus is voor het eerst wetenschappelijk beschreven door Banks in 1935.